# Гильом I Благочестивый
Гильом I Благочестивый (фр. Guillaume le Pieux, 860/865—28 июня 918, Лион) — граф Оверни, Макона, Буржа и Лиона с 886 года, герцог Аквитании с 893 года из династии Гильемидов.

## Биография

### Правление
Гильом I Благочестивый был сыном графа Оверни и маркиза Аквитании Бернара Плантвелю и Ирменгарды Овернской, дочери графа Оверни Бернара I. После смерти отца он унаследовал обширные владения, располагавшиеся от Бургундии до Тулузы. В них входили Макон, Овернь, Лион, Лимузен, Берри, Готия (современный Лангедок).
В 893 году он приютил бежавшего из Пуатье Эбля Манцера и присвоил себе титул герцога Аквитании. Фактически он не зависел от короля Франции, пользуясь в своих владениях неограниченной властью и чеканя собственные монеты.
В 909 или 910 году Гильом основал Клюнийское аббатство, назначив 11 сентября его первым аббатом Бернона.
Умер Гильом 28 июня 918 года в Лионе, похоронен он был 6 июля в Бриуде. Поскольку его единственный сын был малолетним, то все владения унаследовал его племянник Гильом II Молодой.

### Семья
Жена: до 898 года — Ангельберга Провансская (ок. 877 — после января 917), дочь короля Нижней Бургундии Бозона Вьеннского
- Бозон (умер 25 декабря 920 / январь 926)
- (?) дочь; муж: граф Прованса Ротбальд I Арльский (умер около 949).